# الحمم (البيضاء)

تعديل مصدري - تعديل

الحمم هي إحدى قرى عزلة العيوف بمديرية البيضاء التابعة لمحافظة البيضاء، بلغ تعداد سكانها 254 نسمة حسب تعداد اليمن لعام 2004.